# Нічні п'єси
Нічні п'єси, ор. 23 — фортепіанний цикл Роберта Шумана, написаний в 1839 році. Складається з 4 п'єс:
1. «Mehr langsam, oft zurückhaltend»
2. «Markirt und lebhaft»
3. «Mit großer Lebhaftigkeit»
4. «Einfach».

Задумані Шуманом назви:
1. Trauerzug (Похоронний хід)
2. Kuriose Gesellschaft (Курйозне товариство)
3. Nächtliches Gelage (Нічна гулянка)
4. Rundgesang mit Solostimmen (Хороводна пісня з сольними голосами)

не були включені в оригінальне видання.